# José Ângelo de Barros

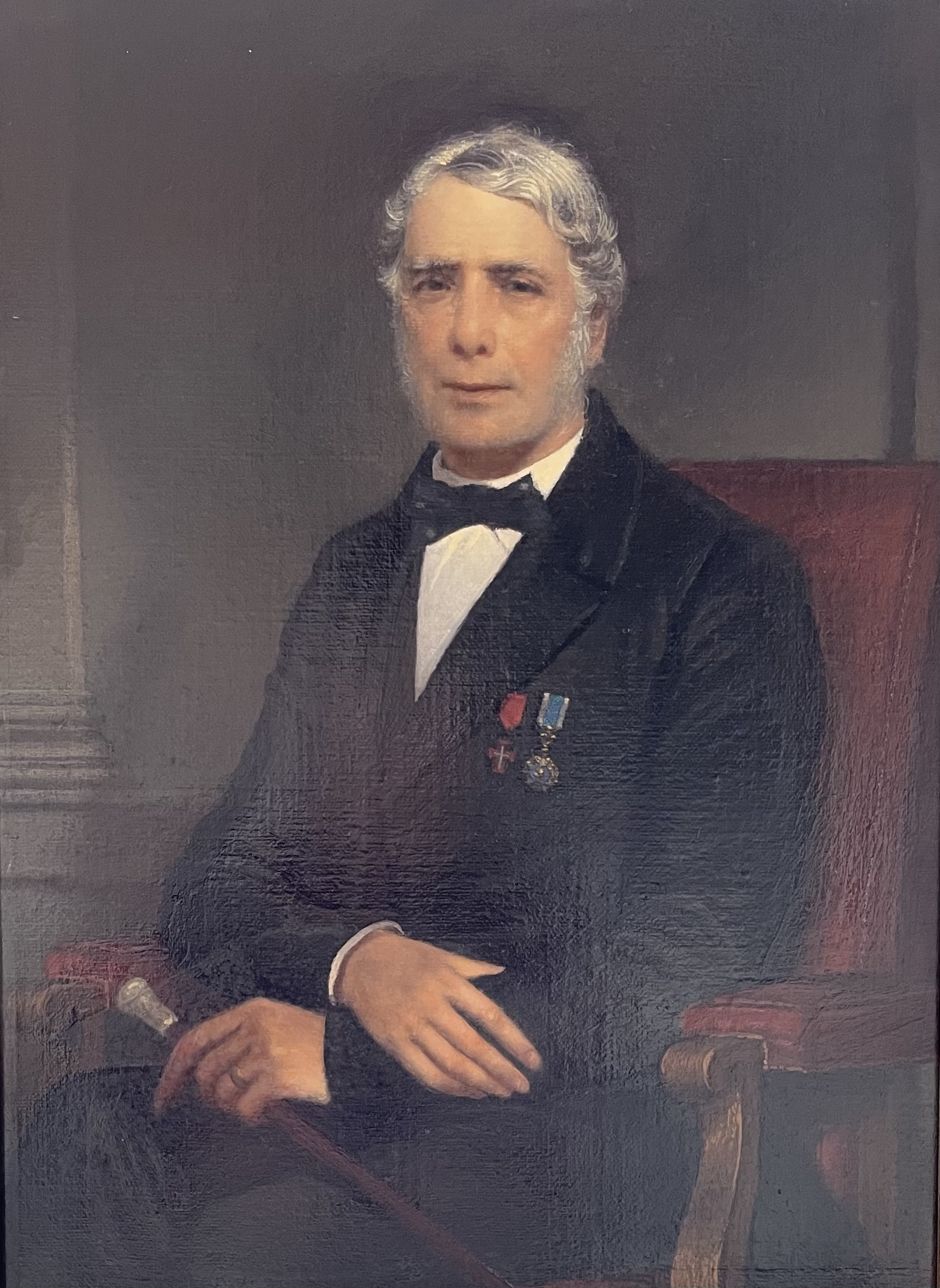
José Ângelo de Barros

José Ângelo de Barros (Lisboa, 5 de Maio de 1795 – Lisboa, 28 de Novembro de 1864) foi um administrador colonial e árbitro da Comissão Mista Portuguesa e Britânica para pôr termo ao tráfico de escravos na África Austral.

## Biografia
Nasceu em Lisboa, em 5 de Maio de 1795. Chegou a Angola em 1818, com 23 anos, e ali viveu mais de duas décadas até 1847, ano em que regressa definitivamente à Metrópole.
Figura representativa no meio luandense do segundo quartel do século XIX, como escreveu Mons. Alves da Cunha.  Foi coronel graduado do Batalhão de Voluntários de Luanda. Senhor da Ilha da Cazanga, defronte a Luanda, também conhecida por Ilha dos Padres.
Em 1825 foi nomeado Escrivão Deputado da Junta da Fazenda Pública do Reino de Angola. 
Em 1836, foi acionista, membro e secretário do Conselho directivo da projectada Companhia de Agricultura e Indústria de Angola e Benguela, promovida pelo Governador Domingos de Saldanha Oliveira e Daun, irmão do Duque de Saldanha, cujos estatutos redigiu. 
Em 1837, integrou a primeira comissão administrativa da Misericórdia de Luanda, sucedânea da antiga Irmandade. Em 1839, acumula o cargo de Escrivão da Junta, com o de vogal do Conselho do Governo de Angola e o de Administrador interino da Alfândega.
Exonerado do cargo em 8 de Março 1842, a seu pedido, por motivo de doença e respectivo tratamento na Metrópole, regressa a Luanda no ano seguinte, tendo sido pouco depois nomeado Árbitro da Comissão Mista Portuguesa e Britânica para eliminar o tráfico de escravos na África Austral , criada pelo tratado de 3 de Julho de 1842 entre Portugal e a Grã-Bretanha, lugar que ocupou até Março de 1844.  Em Dezembro de 1843, é reconduzido no cargo de Escrivão da Junta , por vacatura do lugar, entretanto, ocupado por Joaquim A. de Carvalho e Meneses que se demitiu.  Em 1845, é nomeado Presidente da Comissão encarregada de estudar a nova Pauta das Alfândegas, pelo recém-chegado Governador Geral Pedro Alexandrino da Cunha.  Resultou deste trabalho a primeira Pauta regular dos serviços aduaneiros de Angola, cuja aplicação teve início em 1847.
Regressou a Lisboa, após ter pedido a exoneração dos seus cargos, a bordo do brigue de guerra Audaz, que zarpou de Luanda no dia 21 de junho de 1847.
Morreu com 69 anos, em Lisboa, em 28 de Novembro de 1864.

## Família

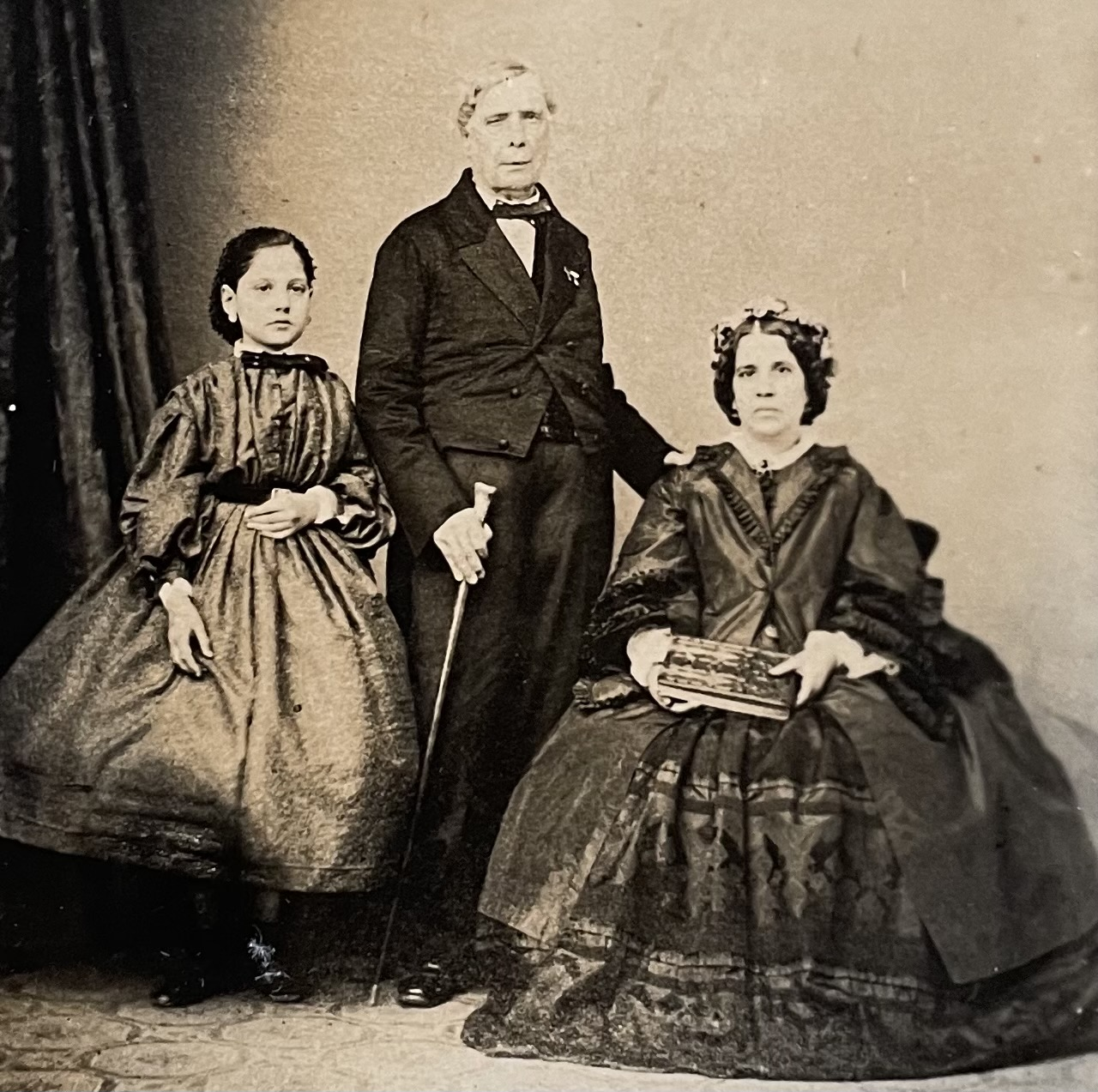
José Ângelo de Barros, sua Mulher e filha Luísa (c. 1860)

Era filho de António de Barros e de sua mulher, D. Ana Maria Nunes. Casou, primeiro, com D. Maria Joaquina Pereira de Mendonça que morreu em Luanda. Casou, segunda vez, em Lisboa, após ter enviuvado, com D. Maria Teotónia Teixeira de Figueiredo (Rio de Janeiro 14.05.1819 - Lisboa, Ajuda, 09.07.1894), filha do comandante Luiz Inácio Teixeira de Figueiredo, oficial da Armada, cavaleiro de Avis, que acompanhou a Família Real na Transferência da corte portuguesa para o Brasil, em 1808, e de sua mulher D. Teotónia Rufina de Magalhães.
Do casamento com D. Maria Teotónia Teixeira de Figueiredo, nasceram quatro filhos, entre os quais o general Augusto Frutuoso Figueiredo de Barros, com distinta folha de serviços prestados no Ultramar.

## Condecorações, louvores e menções
- Cavaleiro professo na Ordem de Cristo (Decreto de 30.09.1825).[10]
- Cavaleiro da Real Ordem de Nossa Senhora da Conceição de Vila Viçosa . [11]
- Promovido a Coronel Graduado do Batalhão de Voluntários de Luanda, pelos “seus serviços militares prestados naquela Província”. [12]

- Louvado pelo Governador Geral Pedro Alexandrino da Cunha, na qualidade de presidente da comissão de estudo da nova Pauta das Alfândegas, em conjunto com os seus vogais, pelo importante serviço prestado ao Estado e às actividades comerciais e económicas. [13]
- Louvado pelo Governador Geral após deferimento do pedido de exoneração do seu importante cargo de Director de Fazenda, apresentado por José Ângelo de Barros, “atendendo ao zelo e bom serviço por ele desempenhado nos empregos da fazenda que desde 1818 tem exercido”. [14]
- Informação prestada ao Ministério da Marinha e Ultramar pelo referido Governador Pedro Alexandrino, sobre José A. de Barros: “sempre serviu bem o importante lugar que exercitava, e o seu procedimento civil mui digno tem sido, julgando-o por isso e pelo conhecimento especial que tem desta importante Colónia, onde residiu por mais de vinte anos, aproveitável para o serviço do Estado”. [15]
- Numa colectânea de documentos sobre Angola, da primeira metade do século XIX é mencionado, no âmbito de uma carta escrita por Pompeu do Carmo, que “o sempre circumspecto José Angelo de Barros, que serve, ha 22 annos, o logar de escrivão deputado da junta da fazenda de Angola, á excepção de alguns mezes que passou na Europa, devia estar hoje possuidor de uma fortuna millionaria, se constantemente não seguisse na sua conducta a linha a mais severa e digna; com tudo não é homem capaz de receber uma lista de chapa para eleições, vota sempre segundo a sua conciencia; e o que mais é, afronta abertamente administrador da alfandega Catella, e toda a sua companha [sic], procurando pelos meios ao seu alcance obstar aos roubos, que naquela casa se fazem; mas na sua honradez, seus serviços, sua independencia de caracter talvez lhe não possam valer (…)”. [16]